# Salt Peanuts
Salt Peanuts es una canción de jazz compuesta por Dizzy Gillespie en 1942, según  sus créditos iniciales "en colaboración con" el batería Kenny Clarke. Es uno de los temas más conocidos del bebop y, en ocasiones, ha aparecido atribuida a Charlie Parker.
De hecho, en tanto que la exhortación verbal del estribillo, "Salt Peanuts, Salt Peanuts!" es claramente identificable con el estilo de Dizzy Gillespie, el motivo musical sobre la que se basa ha sido objeto de discusión entre su atribución a este o a Clarke. Incluso aparece ya previamente grabada, como una figura de seis notas repetidas al piano, por Count Basie en su disco "Basie Boogie", de julio de 1941, para Columbia. Basie la tocó también en una grabación en vivo en el Cafe Society un poco más tarde, el mismo año. Ambas grabaciones están disponibles en CD y suelen usarse como ejemplo de la tendencia de Gillespie a apropiarse de pasajes de otros músicos.
La grabación más famosa del tema, corresponde a Dizzy Gillespie & His All-Stars, el 11 de mayo de 1945, en Nueva York, para Guild Records, con la siguiente formación: Dizzy Gillespie (trompeta), Charlie Parker (saxo alto), Al Haig  (piano), Curley Russell (contrabajo) y Sid Catlett (batería)
Algunas notas del tema se usaron en la composición "Tiger in a Spotlight" de Emerson, Lake & Palmer.